# David Healy (labdarúgó)
David Healy (Killyleagh, 1979. augusztus 5. –) északír válogatott labdarúgó, edző, az északír labdarúgó-válogatott gólrekordere.

## Sikerei, díjai
Glasgow Rangers
- Skót bajnok (1): 2010–11
- Skót labdarúgó-ligakupa győztes (1): 2010–11